# Doraemon: Nobita và vương quốc trên mây
Doraemon: Nobita và vương quốc trên mây (ドラえもん のび太と雲の王国 Doraemon Nobita to Kumo no Ōkoku) hay còn được biết với tên Vương quốc trên mây là bộ phim hoạt hình Doraemon thứ 13 được ra mắt tại Nhật Bản Phim của đạo diễn Shibayama Tsutomu. Tập truyện được tác giả Fujiko F. Fujio đăng trên tạp chí CoroCoro Comic từ tháng 10 năm 1991 cho đến tháng 1 năm 1992.. Phim được phát hành ở một số quốc gia trên thế giới: tại Đài Loan từng được phát hành dưới dạng VCD trong thập niên 2000, tại Tây Ban Nha phát hành dưới dạng DVD vào ngày 20 tháng 10 năm 2004, tại Hồng Kông được pháy sóng trên truyền hình vào ngày 17 tháng 4 năm 2006, tại Ý phát sóng trên truyền hình vào ngày 21 tháng 12 năm 2009 và tại Ấn Độ phát sóng truyền hình vào ngày 25 tháng 1 năm 2014 Tại Việt Nam, phim từng được Công ty Cổ phần Truyền thông Trí Việt mua bản quyền và phát sóng trên kênh HTV3 lần đầu vào ngày 14 tháng 12 năm 2012. Tại Nhật Bản phim được phát hành dưới dạng băng VHS và DVD bởi Toho còn tại Việt Nam phim được Công ty điện ảnh Thành phố Hồ Chí Minh phát hành trong định dạng VCD.
Ca khúc mở đầu phim là "Doraemon no Uta" (ドラえもんのうた, dịch nghĩa Bài hát về Doraemon) do Yamano Satoko trình bày và ca khúc kết thúc là "Kumo ga Yuku no Wa" (雲がゆくのは…, dịch nghĩa Mây vẫn trôi đi) do Takeda Tetsuya trình bày. Ca khúc tiếng Việt mở đầu là "Doraemon" do Huyền Chi trình bày và kết thúc là "Theo những áng mây" do Tiến Đạt trình bày.
Phim giành được Giải bạc tại Lễ trao giải Giải doanh thu vàng (Golden Gross Award) lần thứ 9 với doanh thu tại phòng vé là 1.68 tỉ Yên. Thể loại: phiêu lưu, hài hước, tưởng tượng.

## Nội dung

Bìa truyện Nobita và vương quốc trên mây

Nobita muốn được đến thiên đường trên chín tầng mây, nơi mà cậu thường nghe nói đến trong truyện cổ tích. Không cần tìm kiếm đâu xa, bằng những bảo bối của mình, cả nhóm Doraemon đã tạo ra một thiên đường riêng và vô hình đối với người bên ngoài. Họ gặp một cậu bé nhưng hôm sau câu ta đã biến mất. Cả nhóm Doraemon gặp người thiên đàng và được biết bọn họ cũng có một thiên đàng riêng với kĩ thuật vô hình. Người thiên đàng đã nhốt nhóm Doraemon nên cả nhóm đã trốn đi nhưng không may họ bị đám mây tích điện đánh trúng. Jaian, Suneo, Shizuka bị bắt lại và được biết Chiến dịch Noah - tẩy rửa Địa cầu vì Trái Đất đã quá bụi bặm. Họ được mời đến Hội nghị thiên đàng với tư cách bị cáo người mặt đất cùng bốn tên thợ săn.
Trong khi đó, Doraemon, Nobita may mắn trốn thoát và gặp lại những người tí hon ở làng Donjara trước đây cùng cậu bé hôm trước. Họ cũng được biết Chiến dịch Noah và quay về Vương quốc trên mây của mình với kế hoạch dùng hơi ga chỉ để răn đe người thiên đàng. Nhưng bốn tên thợ săn nọ trốn thoát và tình cờ lạc vào Vương quốc trên mây của nhóm Doraemon, chúng dùng hơi ga bắn vào căn cứ năng lượng của người thiên đàng và đe dọa bắn hết chín tầng mây. Cả nhóm Doraemon và Palupalu - một người thiên đàng bị bắt giam. Doraemon với cái đầu cứng của mình đã lao vào bình ga và cả Vương quốc trên mây tan ra, còn nhóm Doraemon được cứu thoát. Nhờ bé cây Kibou (nay đã lớn), Doraemon tỉnh lại và những lời nói đầy thuyết phục của Kibou, Chiến dịch Noah được đình chỉ vô thời hạn, người thiên đàng tạm biệt nhóm Doraemon và lên sống trên Hành tinh thực vật, tạo cơ hội để người mặt đất cải thiện môi trường.
Tác phẩm liên quan
- Moa ơi, Dodo ơi! Tồn tại mãi nhé!!: Doraemon và Nobita lên kế hoạch dùng vòng thời gian và gậy bắt dính để đem những loài vật có nguy cơ tuyệt chủng trong quá khứ về nhà nuôi. Không may, một trong số những con chim mà hai đứa bắt được bị phát hiện giá trị và gây xôn xao dư luận. Cuối cùng họ phải đem thả chúng trên một hòn đảo hoang vắng. Moa và Dodo được tái xuất lần nữa vào tập phim Nobita và hòn đảo diệu kì - Cuộc phiêu lưu của loài thú
- Vĩnh biệt Bé Cây: Câu chuyện kể về việc Doraemon và Nobita cứu được một cây con nhỏ trong vùng rừng sắp bị chặt phá. Họ đã dùng Thuốc chuyển hóa thực vật thành động vật và Bé Cây (Kibou) dần biết đọc, biết viết, nghiên cứu khoa học và cả xem TV nữa. Một ngày nọ, khi đi thăm mảnh đất cũ, Doraemon, Nobita và Kibou bị người ở Hành tinh thực vật hút lên. Với trí tuệ và sự hùng biện của Kibou, Hành tinh thực vật đã dừng ý định lấy hết cây xanh trên Trái Đất. Kibou được đi lên hành tinh thực vật và vĩnh biệt Doraemon, Nobita. Kibou được tái xuất lần nữa trong tập phim Nobita và người khổng lồ xanh.
- Cậu bé Hoi ở làng Donjara: Doraemon và Nobita tình cờ gặp cậu bé Hoi - người dân làng Donjara tí hon. Hai đứa giúp cậu bé tìm lại gia đình và được biết nơi ở của họ đang sắp bị san bằng. Doraemon và Nobita đã tìm ra nơi ở mới cho dân làng người tí hon, đó là khu rừng rậm Amazon và đưa họ đến nơi đó sinh sống.

## Nhân vật
- Palupalu: Nữ nhân viên quản lý "Khu bảo tồn động vật tuyệt chủng" thuộc Liên bang thiên đang. Cô đã giúp đỡ nhóm Doraemon rất nhiều trong thời gian họ bị kẹt lại trên mây. Nói chung Palupalu, cũng như bao người thiên đàng khác, đều không có thiện cảm về người mặt đất do họ là nguyên nhân làm ô nhiễm bầu khí quyển. Tuy nhiên Palupalu vẫn ngầm ủng hộ cho những lời biện hộ của nhóm Doraemon.
- Gurio: Anh của Palupalu, cũng là nhân viên bảo tồn động vật tuyệt chủng. Anh thù địch với người mặt đất và đối xử hà khắc ra mặt với nhóm Doraemon, trái ngược với cô em gái.
- Tổng thống: Người quản lý Liên bang thiên đàng, ông sẽ là người ấn nút "tẩy rửa Trái Đất" nếu cuộc đàm phán của người mặt đất không thành công.
- Tagaro: Cậu bé đánh cá sống cùng với ông và cha trên một hòn đảo, sau đó cả gia đình bị đưa lên thiên đàng do một trận đại hồng thủy. Khi nghe được "Chiến dịch Noah" (tẩy rửa Trái Đất) của người thiên đàng, cậu đã cưỡi trên lưng con rùa cổ đại Glyptodont để trốn xuống mặt đất báo nguy cho loài người. Không may con rùa bị lật nhào và làm Tagaro ngất đi, cậu được nhóm Doraemon chăm sóc rồi bị người thiên đàng bắt trở về.
- Hoi: Chú bé người tí hon sống với cả một làng như vậy, từng được Doraemon và Nobita giúp đỡ trong việc tìm lại gia đình và nơi ở mới, sau này cũng được đưa lên thiên đàng. Nhờ bé Hoi mà Nobita gặp được Tagaro, qua đó biết được âm mưu của người thiên đàng.
- Moa và Dodo: Hai loài chim tuyệt chủng từng được nhóm Doraemon và Nobita cứu sống, chúng cũng đang sống ở thiên đàng và không quên cất tiếng ủng hộ cho nhóm bạn Doraemon.
- Kibou: Vốn là một chồi non trong một khu rừng sắp bị giải toả tại Tokyo, may nhờ Doraemon và Nobita cứu sống, biến thành người thực vật, sau đó được đưa đi học tập tại Hành tinh thực vật. Kibou đã dùng tài hùng biện của mình nói nhiều lời có lợi cho người mặt đất và cứu sống Doraemon khi cậu đâm đầu vào bình khí ga tự sát.
- Những tên thợ săn: 4 tên thợ săn bắn trái phép, tham lam và độc ác. Chúng vô tình bị kéo lên thiên đàng khi săn một đàn voi, sau đó lén đánh cắp một chiếc đĩa bay của người thiên đàng, gây mối hiềm khích lớn giữa Doraemon và người thiên đàng, dẫn đến việc cậu phải tự sát.

## Sản xuất

### Nhà sản xuất
Bộ phim là sản phẩm của:
- Hãng hoạt hình Shinei (Shinei Animation).
- Nhà xuất bản Shogakukan.
- Hãng truyền hình TV Asahi.

### Phân vai
| Nhân vật       | Diễn viên lồng tiếng | Diễn viên lồng tiếng  |
| Nhân vật       | Nhật Bản             | Việt Nam              |
| -------------- | -------------------- | --------------------- |
| Doraemon       | Ōyama Nobuyo         | Nguyễn Thụy Thùy Tiên |
| Nobita         | Ohara Noriko         | Nguyễn Anh Tuấn       |
| Shizuka        | Nomura Michiko       | Trương Ngọc Châu      |
| Jaian          | Tatekabe Kazuya      | Lâm Quốc Tín          |
| Suneo          | Kimotsuki Kaneta     | Thái Minh Vũ          |
| Mẹ Nobita      | Chijimatsu Sachiko   | Nguyễn Vũ Minh Chuyên |
| Thầy giáo      | Tanaka Ryoichi       | Hồ Chơn Nhơn          |
| Palupalu       | Itou Miki            | Lưu Ái Phương         |
| Gurio          | Murayama Akira       | Hồ Tiến Đạt           |
| Tổng thống     | Yara Yuusaku         | Nguyễn Quang Tuyên    |
| Cảnh sát       | Tobita Nobuo         | Lê Trường Tân         |
| Tagaro         | Takano Urara         | Trần Hoàng Sơn        |
| Hoi            | Urara Takano         | Khánh Vân             |
| Kibou          | Maruyama Eiji        | Tất My Ly             |
| Ông của Tagaro | Matsuda Fumio        | Đặng Hạnh Phúc        |
| Mẹ của Hoi     | Hayami Kei           | Lê Hà                 |
| Ba Nobita      | Kato Masayuki        | Tạ Bá Nghị            |
| Ba của Tagaro  | Ikemizu Michihiro    | Trần Vũ               |
| Ba của Hoi     | Yamazaki Takumi      | Ngô Minh Triết        |

## Thông tin bổ sung
Phim dự kiến được chiếu ở Ấn Độ vào ngày 25 tháng 1 năm 2014 với tên gọi Nobita's Jannat No. 1